# Euseius mba
Euseius mba är en spindeldjursart som först beskrevs av Pritchard och Baker 1962.  Euseius mba ingår i släktet Euseius och familjen Phytoseiidae. Inga underarter finns listade i Catalogue of Life.